# Filips Frans van Arenberg
Filips Frans van Arenberg (Brussel, 30 juli 1625 – aldaar, 17 december 1674) was een Zuid-Nederlands militair en hertog.
Filips Frans was de zoon van Filips Karel van Arenberg en Clara Isabella van Berlaymont.
Hij was aanwezig bij het sterfbed van zijn vader in diens Spaanse gevangenschap en bleef aan het Spaanse hof tot 1648.
Keizer Ferdinand III verhief op 9 juni 1644 het vorstelijk graafschap Arenberg tot hertogdom. Daarmee werd Filips Frans de eerste hertog van Arenberg.
In 1646 werd Filips Frans ridder in de Orde van het Gulden Vlies.
In Münster werden de vredesonderhandelingen die twaalf jaar eerder waren afgebroken, weer opgestart. Als inleiding tot de latere vrede van Münster werd er op 27 december 1647 een overeenkomst afgesloten over compensaties aan de Nassaus voor de in de Zuidelijke Nederlanden geleden verliezen. Zo werd er bepaald dat de heerlijkheid Zevenbergen toekwam aan Amalia van Solms, de weduwe van Frederik Hendrik van Oranje.
Deze heerlijkheid was echter het bezit van Filips Frans van Arenberg. Filips Frans stond de heerlijkheid af in ruil voor 120.000 gulden, met Halle en 's-Gravenbrakel als onderpand. Vermits de koning dit bedrag niet kon betalen, werden deze steden en heerlijkheden aan het bezit van de Arenbergs toegevoegd.

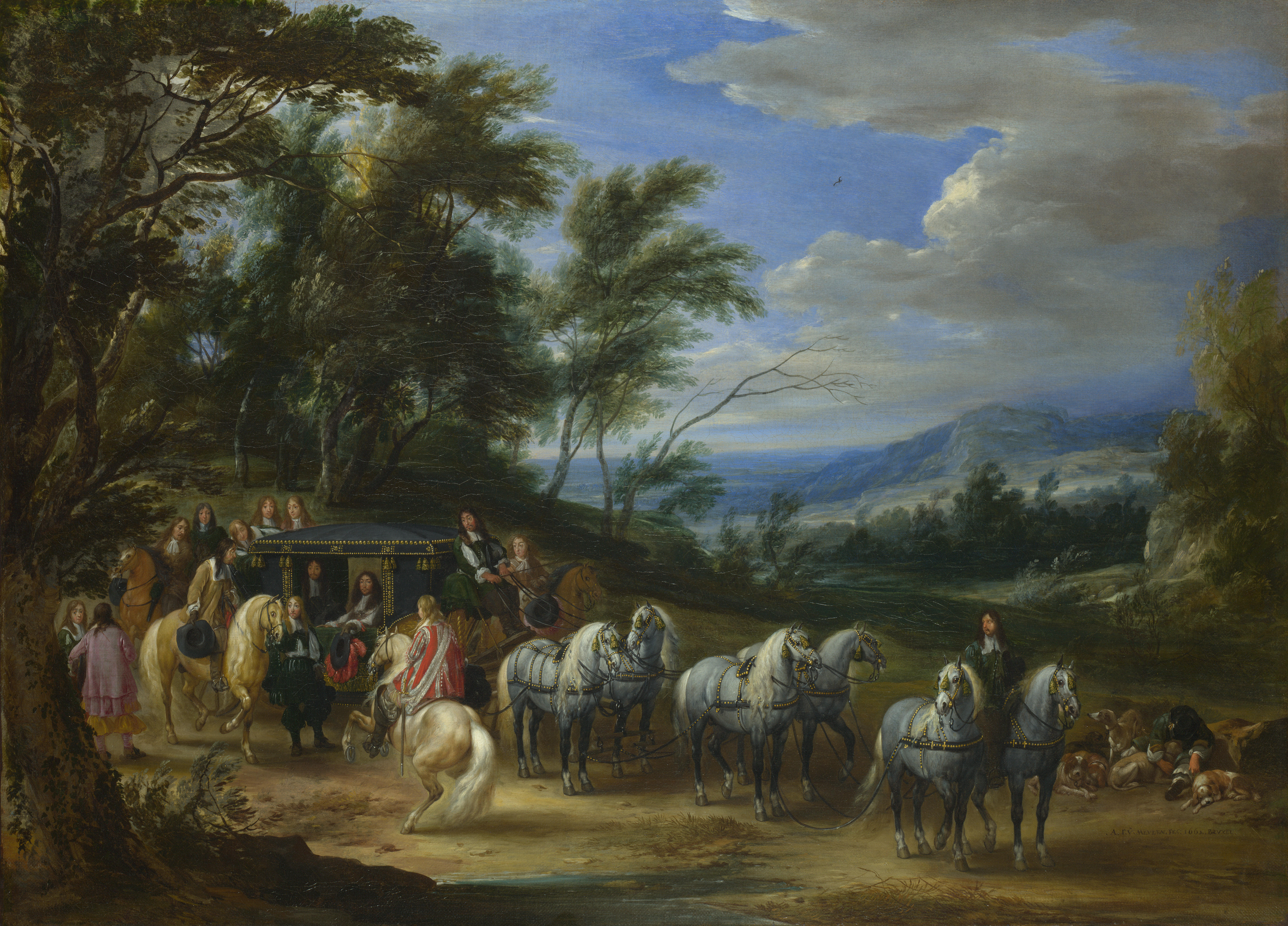
Filips Frans inspecteert zijn troepen. Schilderij door Adam Frans van der Meulen.

Omdat de Frans-Spaanse Oorlog voortduurde, ging Filips Frans in het leger. Hij onderscheidde zich met name in het beleg van Atrecht (1654) en het beleg van Valencijn (1656). Na de oorlog werd hij benoemd tot grootbaljuw van Henegouwen en stadhouder van dezelfde provincie (1663).
Filips Frans was in 1642 in Spanje getrouwd met Maria Magdalena Borja, dochter van de hertog van Gandia. Hun kinderen overleden op jonge leeftijd.
Filips Frans werd opgevolgd door zijn halfbroer Karel Eugenius.

## Voorouders
| Voorouders van Filips Frans van Arenberg | Voorouders van Filips Frans van Arenberg                                          | Voorouders van Filips Frans van Arenberg                                          | Voorouders van Filips Frans van Arenberg                                          | Voorouders van Filips Frans van Arenberg                                          | Voorouders van Filips Frans van Arenberg                                          | Voorouders van Filips Frans van Arenberg                                          | Voorouders van Filips Frans van Arenberg                                          | Voorouders van Filips Frans van Arenberg                                          |
| ---------------------------------------- | --------------------------------------------------------------------------------- | --------------------------------------------------------------------------------- | --------------------------------------------------------------------------------- | --------------------------------------------------------------------------------- | --------------------------------------------------------------------------------- | --------------------------------------------------------------------------------- | --------------------------------------------------------------------------------- | --------------------------------------------------------------------------------- |
| Overgrootouders                          | Jan van Ligne (1525-1568) ∞ Margaretha van der Mark (1527-1599)                   | Jan van Ligne (1525-1568) ∞ Margaretha van der Mark (1527-1599)                   | Filips III van Croÿ (1526-1595) ∞ Johanna Hendrika van Hallewyn (1544-1581)       | Filips III van Croÿ (1526-1595) ∞ Johanna Hendrika van Hallewyn (1544-1581)       | Karel van Berlaymont (1525-1578) ∞ Adriana de Ligne Barbançon (1520-1563)         | Karel van Berlaymont (1525-1578) ∞ Adriana de Ligne Barbançon (1520-1563)         | Filips van Lalaing (1537-1582) ∞ Margaretha van Ligne (1552-1611)                 | Filips van Lalaing (1537-1582) ∞ Margaretha van Ligne (1552-1611)                 |
| Grootouders                              | Karel van Arenberg (1550-1616) ∞ Anna van Croÿ-Chimay (1527-1599)                 | Karel van Arenberg (1550-1616) ∞ Anna van Croÿ-Chimay (1527-1599)                 | Karel van Arenberg (1550-1616) ∞ Anna van Croÿ-Chimay (1527-1599)                 | Karel van Arenberg (1550-1616) ∞ Anna van Croÿ-Chimay (1527-1599)                 | Florent van Berlaymont (1550-1626) ∞ Margaretha van Lalaing (1574-1650)           | Florent van Berlaymont (1550-1626) ∞ Margaretha van Lalaing (1574-1650)           | Florent van Berlaymont (1550-1626) ∞ Margaretha van Lalaing (1574-1650)           | Florent van Berlaymont (1550-1626) ∞ Margaretha van Lalaing (1574-1650)           |
| Ouders                                   | Filips Karel van Arenberg (1587-1640) ∞ Clara Isabella van Berlaymont (1602-1630) | Filips Karel van Arenberg (1587-1640) ∞ Clara Isabella van Berlaymont (1602-1630) | Filips Karel van Arenberg (1587-1640) ∞ Clara Isabella van Berlaymont (1602-1630) | Filips Karel van Arenberg (1587-1640) ∞ Clara Isabella van Berlaymont (1602-1630) | Filips Karel van Arenberg (1587-1640) ∞ Clara Isabella van Berlaymont (1602-1630) | Filips Karel van Arenberg (1587-1640) ∞ Clara Isabella van Berlaymont (1602-1630) | Filips Karel van Arenberg (1587-1640) ∞ Clara Isabella van Berlaymont (1602-1630) | Filips Karel van Arenberg (1587-1640) ∞ Clara Isabella van Berlaymont (1602-1630) |
| Filips Frans van Arenberg (1625-1674)    |                                                                                   |                                                                                   |                                                                                   |                                                                                   |                                                                                   |                                                                                   |                                                                                   |                                                                                   |

- Gemeinsame Normdatei: 1020043601
- International Standard Name Identifier: 0000 0003 6591 9408
- Système universitaire de documentation: 167742787
- Virtual International Authority File: 232398705
- WorldCat: E39PBJbRkCTx4bgWX8WpJHdG73